# Stellar (chanson d'Incubus)
Cet article concerne la chanson d'Incubus. Pour la chanson de Kick Chop Busters, voir Stellar (chanson de Kick Chop Busters). Pour les autres significations, voir Stellar.
Singles de Incubus
Pardon Me
(2000) Drive
(2001)
Stellar est une chanson du groupe américain Incubus, paru en tant que second single extrait de leur troisième album, Make Yourself. Au même titre, que Pardon Me ou Drive, ce single fut un des plus grands succès du groupe, atteignant entre autres, la seconde place du "Modern Rock Tracks".
La chanson est également présente sur la compilation "Naked 4-Play".
On la retrouve dans le jeu "Guitar Hero", ainsi qu'en contenu téléchargeable pour "Guitar Hero 2" (version Xbox 360) et "Guitar Hero: Smash Hits".